# Конституція Чорногорії
Конституція Чорногорії — основний закон Чорногорії, який визначає її державний та економічний устрій. Жоден закон, указ президента або будь-який інший нормативний або адміністративний акт не може суперечити їй. Відповідність Конституції прийнятих законів або рішень перевіряє Конституційний суд.
Діюча конституція прийнята після здобуття Чорногорією незалежності 19 жовтня 2007 року і офіційно оголошена 22 жовтня. Прийнятий закон замінив конституцію 1992 року.

## Особливості устрою
Конституція визначає Чорногорію як громадянську, демократичну та екологічно чисту країну із соціальною справедливістю, встановленою суверенними правами її уряду.
Преамбула визначає національності та національні меншини Чорногорії як чорногорців, сербів, бошняків, албанців, мусульман, хорватів та інших як громадян Чорногорії, вільних, рівних та лояльних до громадянської та демократичної Чорногорії.
Нова конституція визначила чорногорську мову офіційною мовою держави, замінивши сербську після років громадянського конфлікту. Сербська, боснійська, албанська та хорватська мови визнані мовами меншин. Конституція проголошує, що кирилиця та латиниця мають однакове законодавство.
Нова Конституція також офіційно визнала чинний прапор і герб законними державними символами, а також чинний гімн Чорногорії.
Нова конституція встановлює, що громадянину Чорногорії заборонено робити біженцем, а також не може бути виданий іншій країні, якщо це не дотримується договору, який Чорногорія має з іноземною державою.
Нова Конституція гарантує, що релігія відокремлена від держави.
У ньому сказано, що президент виконує п'ятирічний термін і може пройти лише два терміни. Для того, щоб претендувати на цю посаду, особа повинна бути громадянином Чорногорії та проживати в Чорногорії 10 із 15 років до своєї кандидатури

## Зміст конституції
Конституція Чорногорії складається з 8 частин і включає 158 статей.
- Частина I «Основні рішення» — визначає державний устрій, державні символи, столиця і головне місто, мова, ставлення держави з релігією та іншими країнами.
- Частина II «Права і свободи» — визначає права та свободи громадян, встановлює рівність всіх перед законом, недоторканість особистості, право на справедливий суд.
- Частина III «Організація влади» — визначає права та обов'язки Скупщини, депутатів, президента і уряду; порядок проведення зборів Скупщини.
- Частина IV «Економічний устрій» — декларує єдність економічного простору Чорногорії, зобов'язання сплати податків, визначає діяльність Центрального банку та Державної ревізорської інституції.
- Частина V «Конституційність і законність» — визначає узгодженість правових актів з Конституцією, забороняє (з винятками) зворотну дію законів, порядок вступу законів та інших актів.
- Частина VI «Конституційний суд Чорногорії» — визначає повноваження Конституційного суду, порядок його роботи.
- Частина VII «Зміна конституції» — регламентує умови зміни Конституції, визначає статті, які не можуть бути змінені без проведення референдуму.
- Частина VIII «Перехідні та прикінцеві рішення» — складається з однієї статті і визначає порядок прийняття Конституційного закону.

## Історія Конституції Чорногорії
Перша Конституція Чорногорії була представлена князем Ніколою 19 грудня 1905 року. Згідно цієї конституції засновувався парламент — Народна Скупщина. До Скупщини увійшло 74 представника: 56 — від округів, 6 — від міст і 12 — за посадою. Громадяни, що досягли 21 року, отримували активне виборче право, які досягли 30 років і платили податок в 15 крон — пасивне.

## Зміни, закріплені останньої Конституцією
Стаття 13 Конституції 2007 року встановила державною мовою — чорногорська. До цього, з 1992 року, державною мовою була ієкавська форма сербської, а раніше — сербохорватська мова.

Стаття 13
Офіційною мовою Чорногорії є чорногорська мова.
Кирилична і латинська писемність є рівноправними.
Офіційно використовуються також сербська, боснійська, албанська та хорватська мови.
Оригінальний текст (чорн.)
[Član 13
Službeni jezik u Crnoj Gori je crnogorski jezik.
Ćirilično i latinično pismo su ravnopravni.
U službenoj upotrebi su i srpski, bosanski, albanski i hrvatski jezik.

Члан 13 Службени језик у Црној Гори је црногорски језик.
Ћирилично и латинично писмо су равноправни.
У службеној употреби су и српски, босански, албански и хрватски језик.] Помилка: [undefined] Помилка: {{Lang}}: немає тексту (допомога): невпізнаний код мови: me (допомога)